# Kaplica Wniebowzięcia Najświętszej Maryi Panny w Mečovie
Kaplica Wniebowzięcia Najświętszej Maryi Panny w Mečovie – kaplica w gminie Hořičky, w kraju hradeckim w Czechach, położona po prawej stronie drogi do Slatiny nad Úpou oraz jej części Končiny.

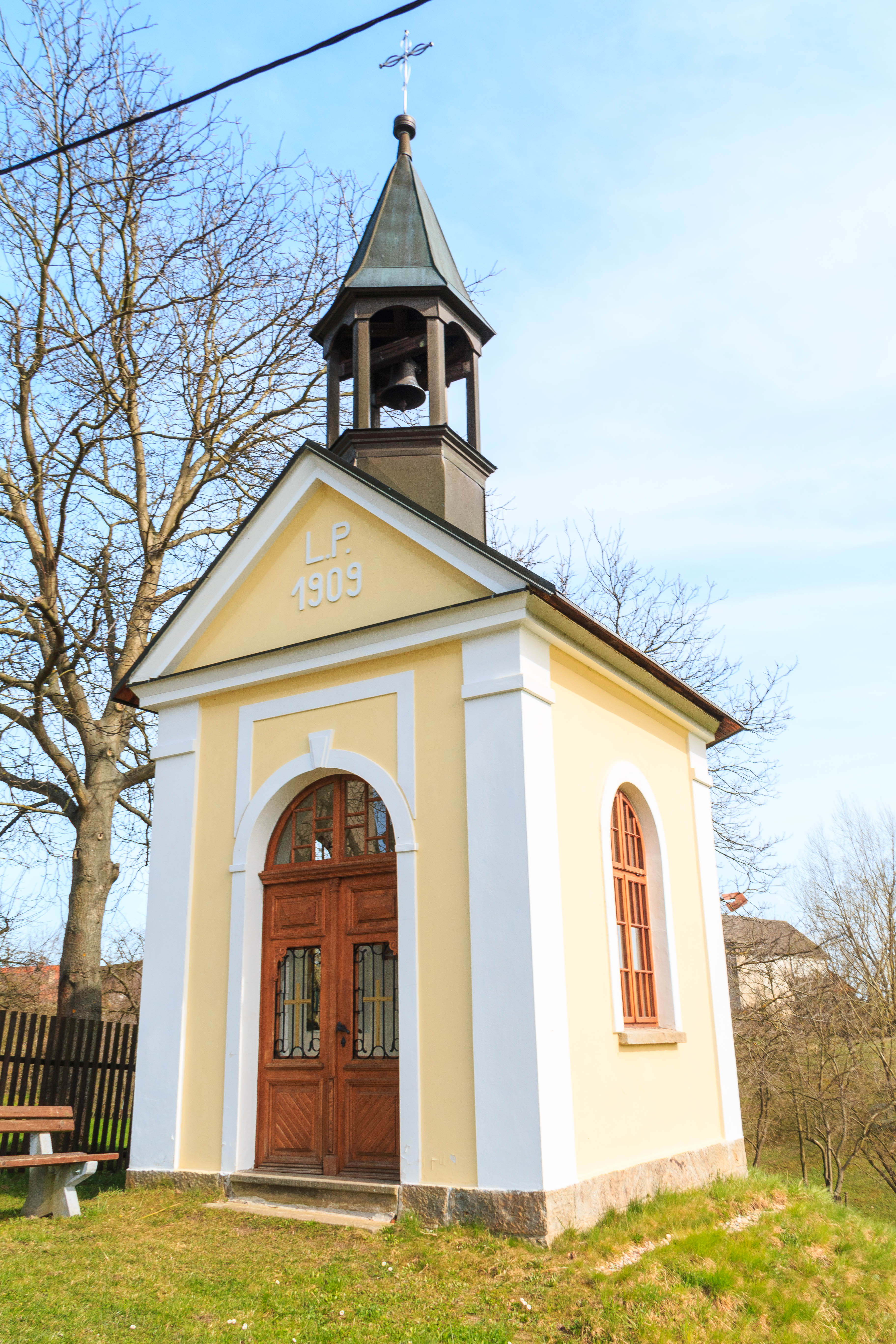
Kaplica Wniebowzięcia Najświętszej Maryi Panny

## Historia
Oryginalna prosta dzwonniczka stała na zboczu za stawem przy domu nr 2. z 1874 r. Została stworzona na życzenie radnego gminy Litoboř Josefa Luštinca, który żył w Mečovie. Wtedy także kupiono nowy dzwon, który kosztował 78 złotych i 6 krajcarów. W 1889 r. zbudowana nowa kolumna dzwonniczky, dach pozostał stary. W 1891 r. załatwiono nowy sznur.
Budowę kaplicy zaczęto rozważać już w XIX w., ale dopiero po śmierci Josefa Petiry z domu nr 2-3 25 maja 1909, który na budowę kaplicy przekazał 400 koron, mieszkańcy Mečova podjęli decyzję o budowie nowej kaplicy. Na pokrycie dodatkowych kosztów zdecydowano sprzedać drewno z miejscowych wierzb gminnych. Budowa rozpoczęła się w tym samym roku według planów Alexandera Peroutki z Úpice, nadzór miał V. Ducháč z domu nr 11, prace murarskie wykonał Jaroslav Řezníček z domu nr 10, twórcą wiązania był František Firbas ze Starego Miasta przy Náchodzie, práce stolarskie zrobił Augustin Bergr ze Slatiny nad Úpou i prace blacharskie wykonał František Řezníček z Hořiček. Cegły zostały zakupione u Františka Rudolfa w bliskiej wsi Světlá oraz dachówki pochodziły od J. Michálka z Českiej Skalicy.
Dzwon został przeniesiony ze starej dzwonnicy, a wyposażenie wnętrza zostało zakupione z publicznej zbiórki pieniędzy między obywatelami Mečova. Kaplica została poświęcona 27 maja 1911 przez proboszcza Josefa Svatoše z Boušína.
Dzwon, który ważył 23 kg, został zarekwirowany 11 stycznia 1918 r. Nowy zakupiony w 1925 r. za 1860,70 koron. Ale w przyszłym roku (15 lipca 1926) musiał być naprawiony. Jego naprawa kosztowała 109,90 koron. Ponownie został zarekwirowany w 1942 r. W 1989 r. został umieszczony w kaplicy stary dzwon z Lhoty niedaleko Trutnova. To był prezent od strażaków z tej wsi. W tym samym roku został naprawiony dach, chełm wieżyczki pokryty blachą stalową oraz powstała nowa fasada, która oznaczała koniec sztukatorskich elementów dekoracyjnych.
Kolejna naprawa została wykonana w 2014 r. Jednocześnie doszło do uruchomienia automatycznego dzwonienia. Naprawiona kaplica została poświęcona 17 sierpnia 2014 r. przez administratora boušínskiego Petra Kubanta.